# Swiftia
Swiftia is een geslacht van neteldieren uit de klasse van de Anthozoa (bloemdieren).

## Soorten
- Swiftia africana (Kükenthal, 1919)
- Swiftia borealis (Kramp, 1930)
- Swiftia casta (Verrill, 1883)
- Swiftia dubia (Thomson, 1929)
- Swiftia exserta (Ellis & Solander, 1786)
- Swiftia kofoidi (Nutting, 1909)
- Swiftia koreni (Studer, 1889)
- Swiftia miniata (Valenciennes, 1855)
- Swiftia pallida Madsen, 1970
- Swiftia pourtalesii Deichmann, 1936
- Swiftia rosea (Grieg, 1887)
- Swiftia sibogae (Nutting, 1910)
- Swiftia spauldingi (Nutting, 1909)
- Swiftia studeri (Nutting, 1910)